# 海見山 (広島県)
海見山（かいけんざん）は広島県広島市と山県郡北広島町に跨る山。標高869.9メートル。
山腹は比較的に急峻だが東麓は緩い斜面となっており、山は江の川水系・冠川と太田川水系・鈴張川の分水界となっている。山の南東を国道261号（鈴張街道）や中国自動車道が走る。
その名の通り、かつては山から瀬戸内海を望めたと言う。近年では樹木の成長もあって眺望は悪化しているものの、南側の峰にNTTの電話中継所があってそこへの道が設置されていることから、手軽な登山が出来る山とされている。